# Freunde + Propheten
Freunde + Propheten ist das 18. Studioalbum des deutschen Pop-Rock-Musikers Peter Maffay aus dem Jahr 1992.

## Entstehung und Veröffentlichung
Die Erstveröffentlichung von Freunde + Propheten erfolgte am 10. Oktober 1992 bei Teldec. Das Album erschien in seiner Originalausführung als CD (Katalognummer: 4509-91001-2) und LP (Katalognummer: 4509-91001-1) mit zehn Titeln.
Die Texte aller Titel wurden von Bertram Engel (1–4, 6, 7, 9, 10), Carl Carlton (1–4, 6, 7, 9), Chris Thompson (1), Hartmut Engler (1, 3, 5, 8), Burkhard Brozat (2, 4–7, 9, 10), Pascal Kravetz (2, 6, 8, 9), Jean-Jacques Kravetz (5, 8) geschrieben. Für die Produktion aller Lieder zeichnete das Trio aus Carlton, Engel und Maffay verantwortlich.

## Inhalt und Stil
Bei Freunde + Propheten handelt es sich stilistisch um ein Pop-Rock-Album. Inhaltlich behandelt das Album überwiegend Lieder, die sich mit dem Thema Liebe auseinandersetzen, jedoch umfasst es mit Soldat auch einen Titel, in dem es um den Krieg geht.

## Titelliste
1. Wenn der letzte Regen fällt – 5:10
2. Falsche Propheten – 3:42
3. Frag nicht warum – 4:10
4. Pass auf – 4:11
5. Der Weg – 5:23
6. Wie Feuer und Eis – 4:08
7. Am Ende der Nacht – 3:58
8. Die Zeiten sind hart – 4:22
9. Soldat – 3:52
10. Für immer Freunde – 3:50

## Mitwirkende (Auswahl)
- Carl Carlton (Gitarre, Mandoline, Chor 1–10)
- Frank Diez (Gitarre 10)
- Bertram Engel (Schlagzeug, Perkussion, Keyboards, Chor 1–10)
- Anne Haigis (Chor 1)
- Colin Hodgkinson (Bass 8, 10)
- Jean-Jacques Kravetz (Keyboards 5, 8, 10)
- Pascal Kravetz (Bass, Perkussion, Keyboards, Gitarre 1–10)
- Peter Maffay (Gesang 1–10, Gitarre 1–10)
- Bobby Stern (Saxophon 3)

## Kommerzieller Erfolg

### Chartplatzierungen
| ChartsChartplatzierungen | Höchstplatzierung | Wochen |
| ------------------------ | ----------------- | ------ |
| Deutschland (GfK)        | 8 (16 Wo.)        | 16     |
| Schweiz (IFPI)           | 35 (2 Wo.)        | 2      |

### Auszeichnungen für Musikverkäufe
| Land/Region        | Auszeichnungen für Musikverkäufe (Land/Region, Auszeichnung, Verkäufe) | Verkäufe |
| ------------------ | ---------------------------------------------------------------------- | -------- |
| Deutschland (BVMI) | Gold                                                                   | 250.000  |
| Insgesamt          | 1× Gold ·                                                              | 250.000  |